# Emil Kobierzycki
Emil Kobierzycki (4. června 1892 Lvov, Ruské impérium – 9. února 1963 Bytom, Polsko) byl polský římskokatolický kněz.

## Biografie
Studoval na Lvovské univerzitě, byl však carskými úřady za trest přeložen a studia dokončil v německém duchovním semináři v Saratově. 7. července 1918 byl ve Lvově vysvěcen na kněze a působil pak v duchovní správě na různých místech, nakonec jako probošt ve městě Brody. Tam se za II. světové války podařilo zachránit řadu židů, byl německou správou zatknut, ale podařilo se mu uniknout. V roce 1945 se dostal do Slezska a administrátor Opolského Slezska Bolesław Kominek jej jmenoval farářem u sv. Petra a Pavla v Opolí a administrátorem farnosti Panny Marie Bolestné a sv. Vojtěcha „na Hůrce“ tamtéž, později též referentem pro repatrianty z východního Polska.
Po deportaci biskupa Kominka z Opolí (26. ledna 1951) převzal Emil Kobierzycki správu administratury jako kapitulní vikář (od 1. února 1951). Tuto funkci složil 5. prosince 1956, když se správy ujal biskup Franciszek Jop; ten byl za správce Opolského Slezska jmenován papežem Piem XII. již 25. dubna 1951, do roku 1956 však nemohl funkci vykonávat. Kobierzycki pak působil v Gliwicích jako kurátor nižšího duchovního semináře a od roku 1958 jako probošt u sv. Trojice v Bytomi.
Do doby administrace Opolského Slezska vikářem Kobierzyckým spadá nejtužší pronásledování církve v komunistickém Polsku. Roku 1954 bylo z administratury vykázáno na 200 kněží, rovněž řada profesorů a žáků duchovního semináře, bylo zrušeno na 150 ženských řeholních domů.
Kobierzycki jako kněz ve svých působištích v Opolí i v Bytomi shromažďoval neformální uskupení repatriantů z Lvova a okolí, uchovávajících lvovskou církevní tradici. Tato aktivita byla církevními kruhy často považována za vytváření paralelní církevní struktury, „farností ve farnostech“, a značně kritizována.